# Praça Aristófanes Fernandes
A Praça Aristófanes Fernandes, também chamada de Praça das Flores, é uma praça localizada no bairro de Petrópolis na cidade de Natal, capital do estado do Rio Grande do Norte. Está localizada em uma das mais movimentadas avenidas de Natal, a Hermes da Fonseca. Nas suas imediações, estão localizados o Hospital Doutor Ruy Pereira dos Santos e o Mercado Público de Petrópolis.
A Praça é palco de diferentes eventos e manifestações políticas, constituindo-se como tradicional ponto da cultura urbana de Natal.
Em 2006 a praça passou por uma reforma ganhando piso e bancos novos, parque para crianças, academia para os idosos e um estacionamento. Em 2021 passou por nova revitalização e foi reinaugurada.
Em 2009, o governo do estado lançou o programa Internet para Todos e o primeiro ponto gratuito de internet foi esta praça. O alcance do sinal tem cerca de 2 km.